# Povinná školní docházka

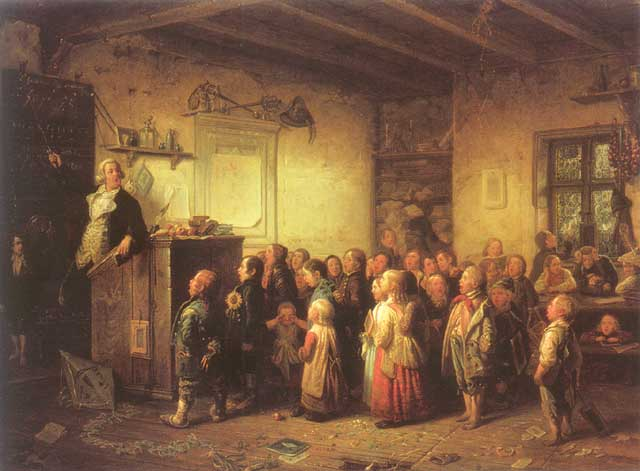
Johann Peter Hasenclever: Jobs jako učitel (1846). Olejomalba, lehce ironická ilustrace k směšnohrdinskému eposu Jobsiáda (1784) C. A. Kortuma, zobrazuje typický výukový dril, kterým byl pruský školní systém proslulý a jímž se ve svých školských reformách inspirovaly i jiné státy

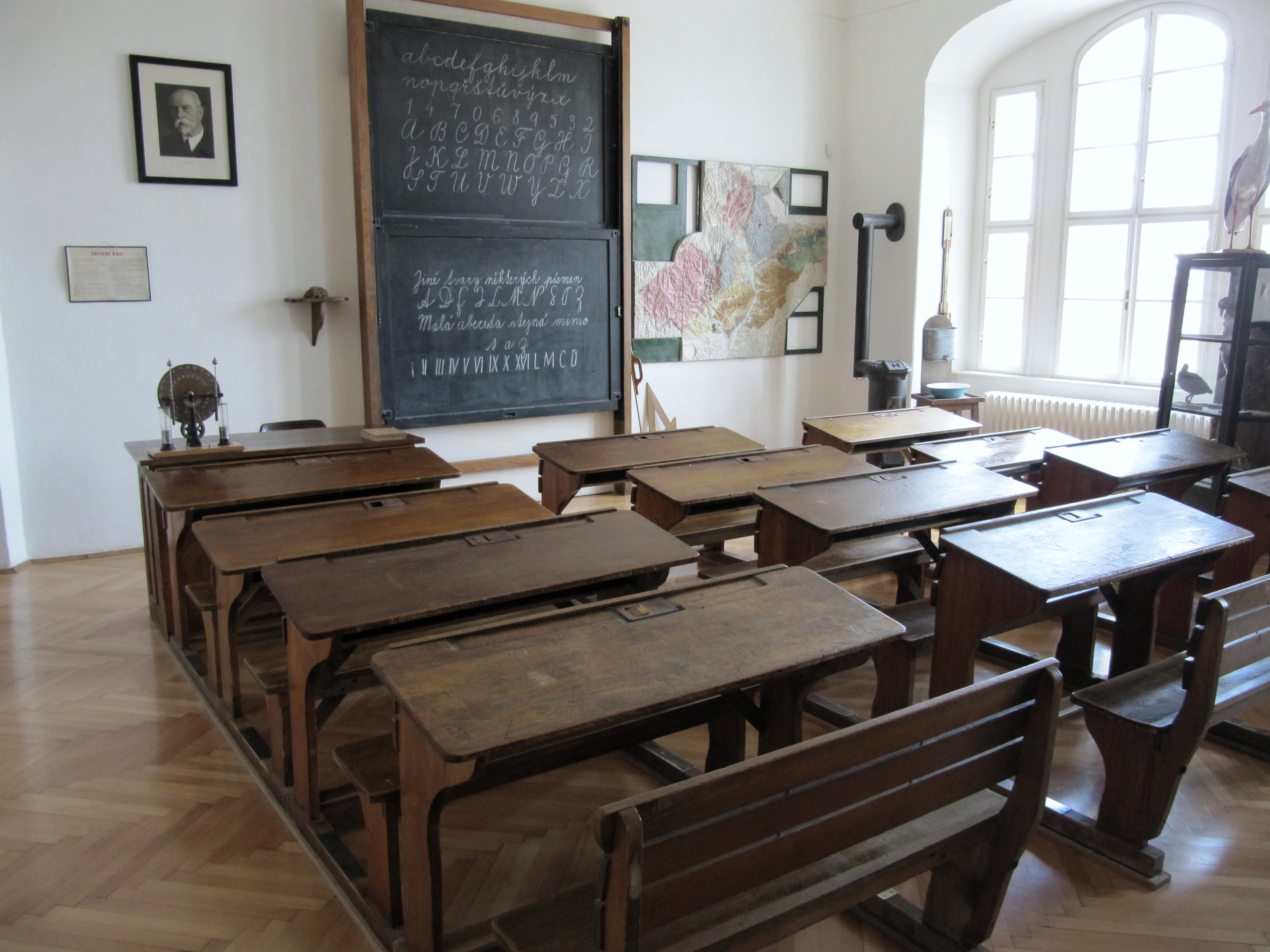
Školní třída na měšťanské škole za 1. republiky (Muzeum J. A. Komenského v Přerově)

Povinná školní docházka je zákonná povinnost dětí navštěvovat v určitém věkovém rozmezí školu. Z toho vyplývá povinnost zákonných zástupců děti příslušného věku do školy posílat a povinnost státních orgánů a orgánů samosprávy zajistit provoz potřebných školních zařízení. Bezplatné povinné základní vzdělání ustanovila jako jedno z lidských práv v roce 1948 také Všeobecná deklarace lidských práv (článek 26).
Jako první na světě zavedlo povinnou školní docházku roku 1592 protestantské vévodství Pfalz-Zweibrücken (na území dnešního Německa). Na českém území, tehdy souč. habsburské monarchie, byly základy školní docházky položeny za vlády Marie Terezie roku 1774. Povinnou školní docházku pak uvedl do praxe říšský školský zákon z roku 1869. V současné době upravuje povinnou školní docházku v České republice zákon č. 561/2004 Sb., o předškolním, základním, středním, vyšším odborném a jiném vzdělávání (Školský zákon), který vymezuje práva a povinnosti fyzických a právnických osob při vzdělávání. Podle tohoto zákona je školní docházka povinná po dobu devíti školních roků, nejvýše však do konce školního roku, v němž žák dosáhne sedmnáctého roku věku.
Kromě povinné školní docházky je možné i forma domácího vzdělávání neboli individuálního vzdělávání. Je to forma vzdělávání založená na povinnosti vzdělávání jiným vzdělavatelem nežli školským zařízením zpravidla rodičem či tzv. ručitelem. 

## První počátky

### V Evropě a ve světě

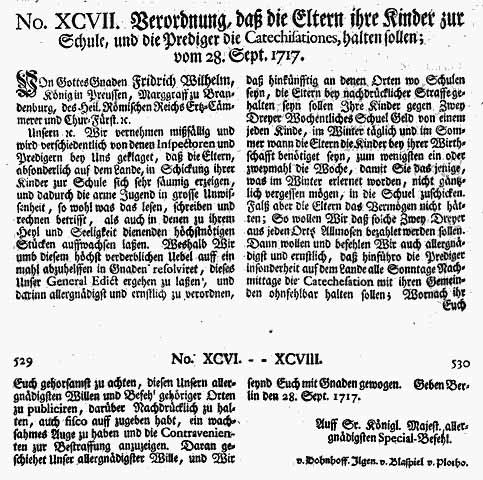
Verordnung zur Einführung der Allgemeinen Schulpflicht in Preußen („Nařízení k zavedení povinné školní docházky v Prusku“) vydané Fridrichem Vilémem I. v roce 1717

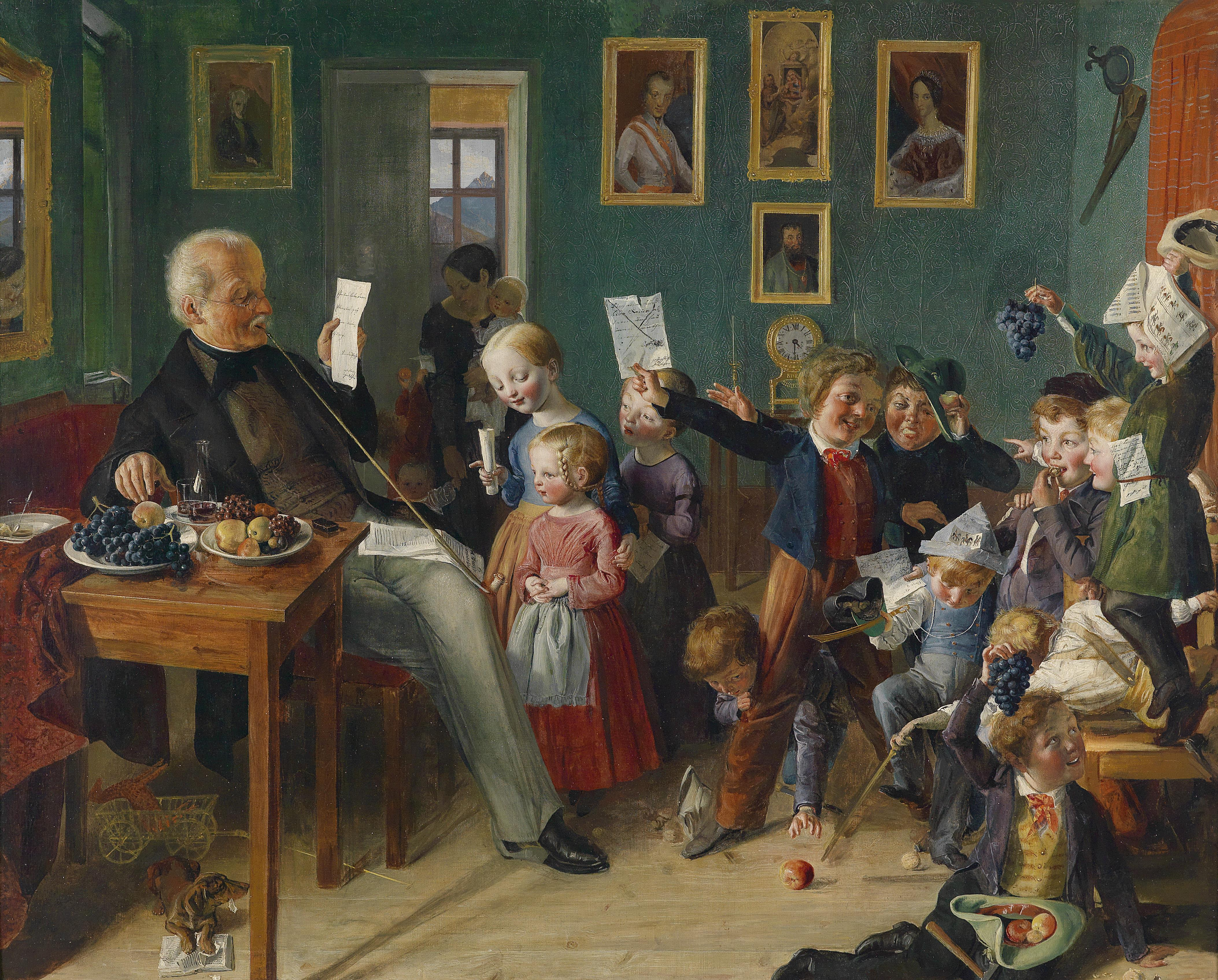
Malíř z okruhu E. Rittera: Hodné dívky, špatní hoši – školní třída v Tyrolích (mezi 1835–48)

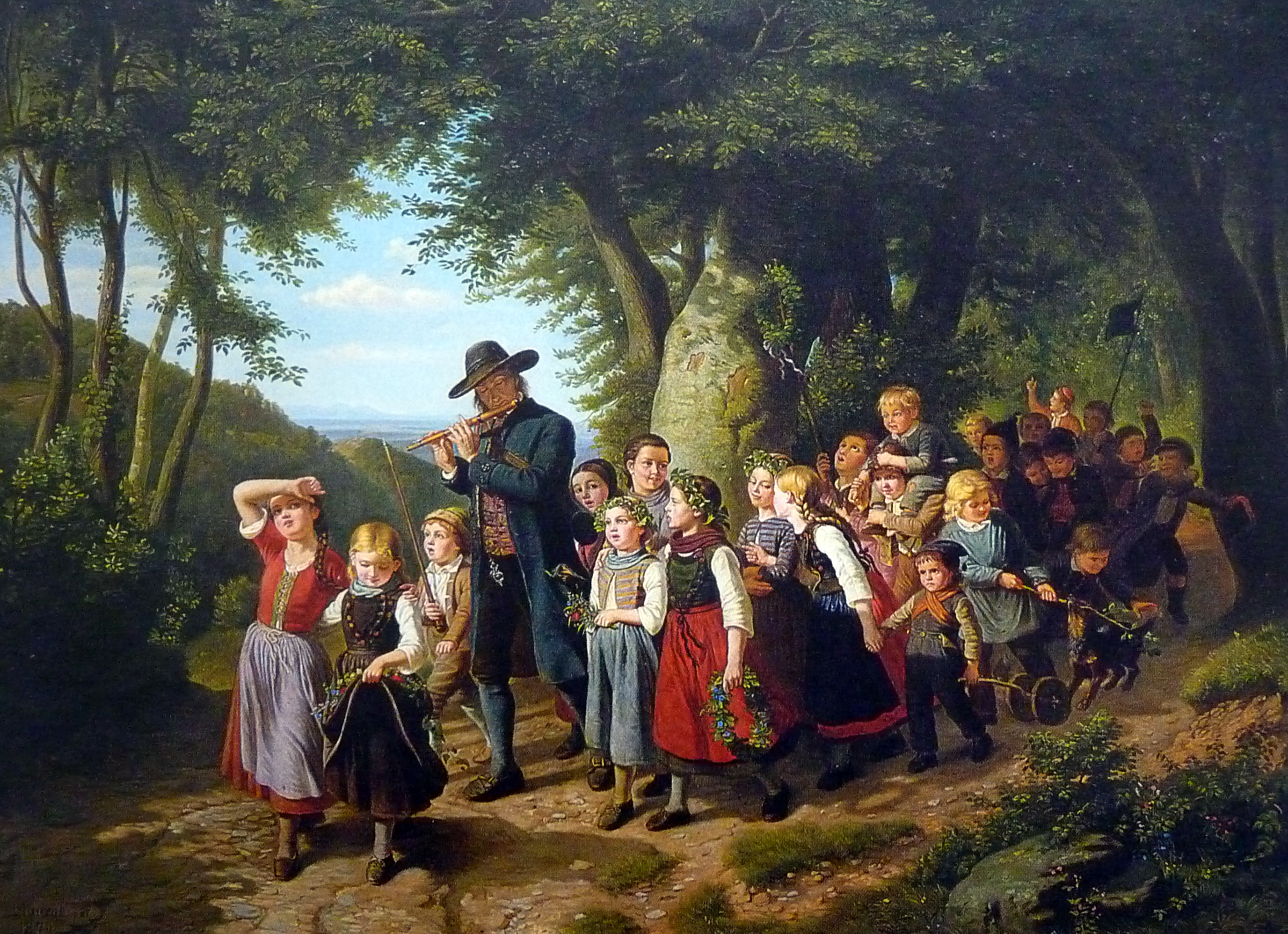
Výlety do okolí se staly již v 19. století součástí školních osnov obecných škol.

Prvním územím na světě s povinnou školní docházkou pro chlapce a děvčata se stalo v roce 1592 kalvinistické Falcko-zweibrückenské vévodství v rámci Svaté říše římské. V roce 1598 následovalo na území SŘŘ město Štrasburk. V 17. století zavedla všeobecnou povinnou školní docházku vévodství Sasko-gothajské (1642), Brunšvicko-wolfenbüttelské knížectví (1647) a Württemberské vévodství (1649), v 18. století pak následovalo s vyučovací povinností Pruské království (1717) – jehož školní systém se stal vzorem pro řadu dalších států, včetně neevropských – dále např. Norské království (tehdy součást Dánsko-norské unie) roku 1739, knížectví Lichtenštejnsko (1805), v roce 1835 Saské království, v letech 1870–80 Velká Británie (v jejímž rámci byla v Anglii regulace školní docházky svěřena do pravomocí jednotlivých obcí, kdežto ve Skotsku spadala pod církevní farní správu), od roku 1882 také Francie atd. Na začátku 20. století již byla povinná školní docházka uzákoněna ve většině zemí Evropy, většině států USA, Kanadě a v Japonsku.
Další vlna uzákoňování školní docházky přicházela zejména se vznikem nových, post-koloniálních států Afriky a Asie pod druhé sv. válce; ovšem ne všude byla či je s povinností základní školní výuky zaručena také její bezplatnost, zejména ne v zemích Třetího světa (např. Indie zákonně umožnila bezplatnou povinnou školní docházku pro všechny děti až roku 2010).

### Habsburská monarchie (později Rakousko-Uhersko)
V rámci zemí Koruny české byla povinná školní docházka poprvé zavedena roku 1683 ve slezském protestantském Olešnickém knížectví, a to předpisem Fuerstlich Oelsnische deutsche Stadt- und Landschulordnung („Knížecí olešnický řád německých městských a venkovských škol“). Povinná docházka se vztahovala na všechny děti od 6 do 9 let.
Kromě toho malého slezského území se ale školství v habsburské monarchii nacházelo ještě v polovině 18. století ve velmi neutěšeném stavu. Královna Marie Terezie podle vzoru protestantského Pruska započala s reformami, které odpovídaly i postupnému růstu manufakturní a strojové výroby a filozofii osvícenství. Marie Terezie pověřila přípravou školské reformy pruského opata Johanna Ignaze Felbigera. Felbigerova reforma byla na svou dobu velmi moderní. Dne 6. prosince 1774 byl vydán výnos Marie Terezie v němčině nazvaný Allgemeinen Schulordnung für die deutschen Normal-, Haupt und Trivialschulen in sämmtlichen Kayserlichen Königlichen Erbländern (Všeobecný školní řád pro německé normální, hlavní a triviální školy ve všech c. k. dědičných zemích). Ve Všeobecném školním řádu se uvádí: „Rádi bychom viděli, kdyby rodičové svých dětí ve věku 6 - 12 let do škol posílali“, čímž Marie Terezie povinnou školní docházku dětí do školy přímo nenařídila, protože tehdy ještě neexistovala dostatečně hustá síť škol, ale od té doby byla povinná školní docházka de facto (nikoli de iure) zavedena. Zimní kurz na venkovských školách začínal 1. prosince a trval až do konce března. Letní kurz začínal pondělkem po první neděli velikonoční a končil koncem září. Návštěva škol nebývala kvůli využívání dětské práce velká a pracující žáci od devíti do dvanácti let byli proto osvobozeni od školní docházky. Školy měly poskytovat vzdělání nejen chlapcům, ale také dívkám. Teprve až v roce 1780 byly v některých městech zavedeny dívčí třídy a až později společné třídy pro chlapce i dívky.
S novým tereziánským školským zákonem vyšel v roce 1774 také nový slabikář Johanna Ignaze Felbigera ABC- Namenbüchlein zum Gebrauche der Schulen in den kaiserlich-königlichen Staaten („Slabikář pro potřebu škol v císařsko-královských státech“), který císařovna Marie Terezie jako jediný pro výuku čtení v rakousko-českých školách povolila a vycházel ve velkých nákladech až do roku 1851. V roce 1775 byl vydán v českém jazyce. Slabikář neobsahoval z pedagogických, metodických i finančních důvodů žádné ilustrace. V roce 1777 byl vydán výnos Ratio educationis. V roce 1817 vyšel slabikář pro venkovské školy Nahmenbüchlein zum Gebrauch der Landschulen in den kaiserl. königl. Staaten.
Císařským patentem 5. listopadu 1855 byl zaveden mezi státem a církví pro celou rakouskou monarchii konkordát vyhlášený papežem v bule Deus humanis salutae auctor („Bůh je původcem lidské spásy“). Povinná školní docházka začínala podle říšského školského zákona (tzv. Hasnerův zákon) z roku 1869 v 6 letech a trvala po dobu 8 let jak pro chlapce tak i pro dívky. Novela říšského zákona z roku 1883 přinesla z povinné školní docházky možnost úlev. Základní školství se dělilo na 2 stupně: školu obecnou a školu občanskou (měšťanskou). Obecné školy navštěvovaly děti v prvních pěti letech školní docházky (6–11 let) a v dalších třech letech děti, které nepokračovaly ve studiu na školách občanských nebo středních. Na obecných školách vyučoval třídu zpravidla jeden učitel. Náboženství, ruční práce nebo nepovinný předmět (čeština) měl na starosti zvláštní učitel. Výuku náboženství zastávali v obcích místní faráři.

### Československo
Čs. vláda nepřijala žádný zákon, který by změnil školský systém rakousko-uherské monarchie. Snažila se ale po celou dobu upravit dějepisný obsah výuky. Pozornost věnovala dějinám Slovanů a značně omezila dějiny rakouské a německé, zejména zkrátka přišel dějinný výklad o habsburské dynastii. V roce 1920 vyšla Ústava č. 121/1920 Sb., jejíž součástí byl i jazykový zákon č. 122/1920 Sb., dále několik zákonů vydaných národním shromážděním upravovalo školskou soustavu (Zákon č. 276/1920 Sb. o učitelských zkouškách mimo jiné upravoval obsazování učitelských míst na základě konkurzu, Zákon č. 292/1920 Sb. o správě školství, vládní nařízení č. 605/1920 Sb. o místních školních radách a městských školních výborech). První větší změny přinesl v roce 1922 tzv. malý školský zákon. Zákon zrušil úlevy z povinné školní docházky, zavedl společné třídy chlapců a dívek na všech stupních škol, zrovnoprávnil učitele a učitelky. Nadále všechny děti od 6 do 11 let navštěvovaly obecnou školu a pokračovaly na vyšší obecné škole, na škole měšťanské (občanské) či na jedné ze středních škol. Obce mohly také při měšťanských školách zřizovat jednoroční kurzy tzv. čtvrté třídy. Mládež ve věku od 14 do 16 let (pokud nestudovala na pokračovacích školách živnostenských, kupeckých, lidových školách hospodářských nebo na jiných školách vyšších a odborných) navštěvovala povinně pokračovací školy nebo kurzy při školách obecných či občanských.

## Školní docházka ve Třetí říši a protektorátě

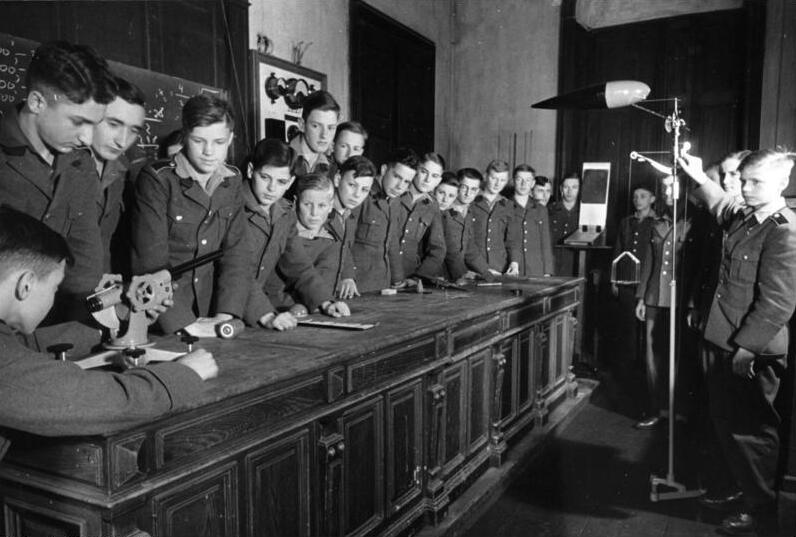
Hodina fyziky na jedné ze středních škol patřících do nacistického elitního školského systému NPEA/NAPOLA (Národně politicko-výchovné ústavy)

Povinná školní docházka na územích přiřazených po podpisu Mnichovské dohody k Třetí říši se řídila Říšským školským zákonem (Reichsschulpflichtgesetz) z 6. července 1938. Pro všechny děti, které ke 30. červnu dosáhly 6. roku, začínala s počátkem školního roku také povinná školní docházka na národních školách. Děti, které dosáhly v rozmezí 1. července – 30. září 6. roku, mohly navštěvovat školu na žádost rodičů, pokud tomu odpovídal jejich duševní a tělesný stav. Po malých úpravách z roku 1941 se stala školní docházka povinná pro všechny děti, které dosáhly 6. roku během kalendářního roku a povinně navštěvovaly národní školu (Volksschule), pokud nedocházely na hlavní školu (Hauptschule) nebo pokud nebylo dostatečně postaráno o jejich vzdělávání a odbornou přípravu jinak.
Protektorátní školství zpočátku přejímalo školský systém Československé republiky, kde mohl být zřizovatelem školy stát, orgány místní samosprávy, soukromý subjekt či církev. Vedle českých škol existovaly i školy německé, polské, maďarské, židovské apod. Od léta 1942 (po uzavření židovských škol) se dělilo školství z hlediska národnostního na české a německé. České školství mělo vychovávat českou mládež k loajálnímu postoji vůči Velkoněmecké říši a nacionálně socialistické ideologii. Od roku 1941 docházelo k výběru žáků na měšťanskou školu. Kdo se na měšťanskou školu nedostal, dokončoval povinnou osmiletou školní docházku na škole obecné. Děti českého původu mohly po přezkoušení rodinného prostředí (rasovém, zdravotním, politickém i sociálním) navštěvovat i školy německé a to za předpokladu, že jejich počet nepřekročil jednu čtvrtinu počtu žáků ve třídě.

## Školní docházka v ČSR po druhé světové válce

### Jednotná škola 1948–1953
V poválečném vývoji československého školství se část politiků a pedagogických pracovníků zasazovala o obnovu prvorepublikové školní docházky. Levice se snažila využít politické atmosféry a usilovala o vytvoření jednotné školy. V čele školských reforem propagující jednotnou školu stál ministr školství Zdeněk Nejedlý. Podporu shledával Nejedlý zejména u levicových učitelů a představitelů KSČ. Diferencovaná školská úprava se neslučovala s marxistickou ideologií. V dubnu 1947 přijal prezident Edvard Beneš delegaci Svazu zaměstnanců školství a osvěty ROH a vyslovil souhlas s jednotnou školou.
Po únorovém převratu vešel v platnost 1. září 1948 Zákon o základní úpravě jednotného školství. KSČ prosadila základní devítileté obecné vzdělání pro všechnu mládež od šesti do patnácti let. Povinná školní docházka tak byla prodloužena o jeden rok, ale povinné základní vzdělání končilo de facto až po absolvování povinného základního odborného vzdělání. Základní vzdělání pro žáky do 15 let poskytovaly nově národní školy (dříve obecné školy), střední školy (dříve měšťanské školy). Výuka pak pokračovala na gymnáziích, odborných školách a vyšších odborných školách. Škola se stala politickou institucí, která vychovávala „politicky uvědomělé občany lidově demokratické republiky, ochránce vlasti, zastánce pracujícího lidu a socialismu.“ Krátce po přijetí zákona vešly v platnost nové učební plány, osnovy a učebnice. Politická výchova se stala novým vyučovacím předmětem (později Občanská nauka). Na základě usnesení sekretariátu ÚV KSČ přijalo ministerstvo školství po čtyřech letech novou reformu připodobněnou sovětskému školství.

### Školské zákony 1953–1968
Školský zákon z 24. dubna 1953 zaváděl osmiletou školní docházku. Tu mohli žáci splnit na osmileté střední škole (OSŠ) anebo absolvováním prvních osmi ročníků jedenáctileté střední školy (JSŠ). Žáci ukončovali osmiletou docházku závěrečnými zkouškami ze dvou povinných a jednoho výběrového předmětu. Poslední tři výběrové ročníky jedenáctiletky nahrazovaly studium gymnázia. Tam, kde nebyla možnost otevřít osmiletou školu, zůstávaly otevřené národní školy s 1.-5. třídou. Ministerstvo školství zavedlo pro pracující při JSŠ a výběrových odborných školách celou řadu mimořádných opatření. Pátý ročník převzal předměty obvyklé pro studium druhého stupně jako zeměpis, přírodopis a dějepis. Straničtí představitelé obviňovali ze školních neúspěchů učitele, ačkoliv bylo zřejmé, že žákům činil skok ze čtvrtého do pátého ročníku značné potíže a s učební látkou se nedokázali vyrovnat (20 procent propadajících žáků). Na 11. sjezdu UV KSČ v roce 1958 rozhodlo vedení strany sice o prodloužení školní docházky, ale usnesení sjezdu z roku 1959 propagovalo těsné spojení školy se životem. Škola v pojetí komunistické ideologie měla mimo vědy žákům zprostředkovat teoretické a praktické poznatky z výroby. 
Zákon o soustavě vzdělávání a výchovy z roku 1960 prodloužil školní docházku znovu na devět let a mírně se odklonil od sovětského modelu školství. Povinná školní docházka se odehrávala na tzv. Základních devítiletých školách (ZDŠ) s novým polytechnickým předmětem pracovní vyučování. První stupeň znovu vyučoval předměty psaní a vlastivědu, k tomu přibyly odborné výchovy: tělesná, hudební a výtvarná a cizí jazyk ruština. Středoškolské vzdělávání sestávalo z odborných učilišť, učňovských škol a středních odborných škol. Střední všeobecně vzdělávací školy (SVVŠ) nahradily poslední tři ročníky jedenáctiletky. Na středních školách byly připuštěny ve větší míře nepovinné předměty. Střední škola pro pracující měla internátní podobu a během jednoho roku na ní dělničtí kádři získali úplné středoškolské vzdělání s maturitou. Pražské jaro 1968 napomohlo 19. prosince k přijetí Zákona o gymnáziích (č. 168/1968 Sb).

### Zákon o školských zařízeních 1978
Normalizační obnova socialistického školství započala přijetím usnesení ÚV na červencovém XIV. sjezdu KSČ v roce 1973. Další rozvoj československé výchovně-vzdělávací soustavy nastavil přijatý školský zákon o školských zařízeních z roku 1978 s desetiletou školní docházkou., který umožnil žákům osmých ročníků základní devítileté školy přecházet na všechny druhy středních škol a zřizovat střední odborná učiliště (SOU). Mládež na SOU mohla skládat maturitní zkoušky, které ji umožnily vstup na vysoké školy. Dělnická mládež mohla maturity dosáhnout i po absolvování kratšího než čtyřletého oboru večerním nebo dálkovým studiem a samotné maturity, jichž se dosahovalo předchozím náročným studiem, tak ztratily na své pověsti.
„Současně zákon na přechodnou dobu zabezpečuje existenci dosud platných stupňů a druhů škol zřízených podle stávajícího školského zákona které budou postupně zanikat, a existenci nových druhů škol, které budou postupně vznikat.

Zákon současně stanoví, že základní devítiletá škola zanikne dnem 31. srpna 1984 a současně již zakotvil desetiletou povinnou školní docházku pro žáky základní školy, která bude mít osm ročníků a všichni žáci splní povinnou školní docházku v prvém a druhém ročníku středních škol. Tímto desetiletým cyklem se vytváří možnost, aby veškerá mládež získala střední vzdělání.

Do jednotné soustavy škol se dále zařadilo střední odborné učiliště jako nový druh střední školy pro přípravu dělnické mládeže na povolání. Tato škola bude poskytovat úplné střední vzdělání, rovnocenné získanému vzdělání na ostatních středních školách. Vedle toho budou nadále existovat dosavadní odborná učiliště a učňovské školy, které jsou v zákoně o opatřeních v soustavě základních a středních škol uvedeny mezi středními školami.”
Ministr školství ČSR doc. Milan Vondruška

### Zákon o soustavě základních a středních škol 1984
Posledním školským zákonem před převratem byl Zákon o soustavě základních a středních škol v roce 1984. Soustavu základních a středních škol tvořily: základní škola, střední odborné učiliště, gymnázium, střední odborná škola a školy pro mládež vyžadující zvláštní péči. Základní škola měla nadále osm ročníků; ročníky první až čtvrtý tvořily první stupeň základní školy, ročníky pátý až osmý druhý stupeň základní školy. V podstatě došlo pouze ke zrušení základní devítileté školy a zůstala desetiletá povinná školní docházka. Ke zrušení zákona došlo až v lednu 2005.

## Situace v Česku po listopadu 1989
Po sametové revoluci byla v roce 1990 novelou školského zákona povinná školní docházka opět zkrácena na devět roků a současně byla prodloužena základní škola na devět let. Novela umožňovala žákům odcházet na střední školy již z 8. ročníku základní školy a v devátém ročníku, který nebyl povinný, postupně klesal počet žáků. Nakonec vznikl jakýsi sběrný devátý ročník sestávající hlavně z žáků s nezájmem o další studium. Problém nastal u posledního 9. ročníku také se zformováním koncepce výuky. V letech 1990–1994 byl školský zákon několikrát novelizován. V červnu 1995 vydalo ministerstvo školství, mládeže a tělovýchovy další novelu školského zákona, která stanovila první stupeň základní školy opět v délce 5 roků a zároveň 9. ročník základních škol povinným. Povinná devítiletá školní docházka probíhala podle novely na základní škole, případně na víceleté střední škole – gymnáziu a konzervatoři v oboru tanec.
V současné době upravuje povinnou devítiletou školní docházku školský zákon č. 561/2004 Sb., o předškolním, základním, středním, vyšším odborném a jiném vzdělávání z roku 2004. V rámci výuky žáků se speciálními vzdělávacími potřebami je možný i desetiletý studijní program. Děti nabývají základního vzdělání na základní škole (první stupeň zahrnuje ročníky 1.–5., druhý stupeň ročníky 6.–9). Část žáků absolvuje vzdělávání odpovídající druhému stupni základní školy nebo jeho část na víceletých gymnáziích (šestiletém oboru po ukončení 7. ročníku ZŠ či osmiletém oboru po ukončení 5. ročníku ZŠ) nebo v osmiletých oborech tanec na konzervatořích. Cílem novelizace školského zákona podle návrhu z roku 2015 je mimo jiných úprav také zavedení povinného roku předškolního vzdělávání před zahájením povinné školní docházky a úloha obcí při zajištění povinné školní docházky. Žáci mohou plnit povinnou školní docházku i mimo území České republiky nebo „v evropské škole působící na základě Úmluvy o statutu Evropských škol nebo formou individuální výuky v zahraničí”. Pokud plní žák povinnou školní docházku jedním z výše uvedených způsobů, je zároveň žákem tzv. kmenové české školy, kde je zapsán.
Povinný rok předškolního vzdělávání začal být účinný od září 2017. Podmínky pro uvolňování dětí ze školky stanovuje školní řád mateřské školky, doložení důvodu nepřítomnosti je možné provést písemným vyjádřením zákonného zástupce nebo jiným způsobem uvedeným ve školním řádu. Děti musí do školky chodit pětkrát týdně na čtyři hodiny denně, nepřihlášení dítěte do povinného předškolního vzdělávání je považováno za přestupek.
Zákon o povinném roce předškolního vzdělávání zaměřen především pro děti ze sociálně vyloučených lokalit, protože tyto děti podle zpráv pedagogicko-psychologických poraden nenastupovaly do školy dostatečně připraveny. Podle zákona o povinném roce předškolního vzdělávání musí povinný rok povinného předškolního vzdělání absolvovat všechny děti, které do 31. srpna dosáhnou věku pěti let.
V případě dětí, které mají výrazné problémy s výslovností nebo s formulováním vět, nezapamatují si běžnou větu pro nesoustředěnost, nedokáží se alespoň v základech orientovat v čase, nejsou schopny prostorové orientace, neumí se obléci, neumí samostatně jíst a pít, nedodržují základní hygienu, neznají ani základní data o sobě, neposedí ani chvilku, nezvládnou odloučení od matky, nebo u kterých lze očekávat dlouhodobou nepřítomnost ve škole spojenou s léčbou a rekonvalescencí je vhodný odklad povinné školní docházky. Podmínky pro možnost odkladu povinné školní docházky vymezuje školský zákon. V době zavedení množinové matematiky lze vysledovat nárůst počtu odkladů, od té doby počet odkladů nástupu do první třídy roste.